# Alp Arslan
Alp Arslan je bio sultan Seldžučkog Carstva (1063. – 1072.) i nećak Tugrula (1037. – 1063.) Vladao je prostorima današnjeg Irana, Iraka, Sirije i dijelovima Turske. Pobjedom nad bizantskom vojskom u bitci kod Mancikerta 1071. godine, gurnuo je Bizant u nove građanske ratove, nakon čega je počela navala Turaka u Malu Aziju, koji će za nepuno stoljeće ovladati gotovo cijelim poluotokom i izbiti na sam Bospor.

## Život i vladavina
Arslan je rođen oko 1030. godine, a 1063. godine postaje sultan Seldžuka, koji uz njegovu prešutnu dozvolu počinju s upadima u pogranične dijelove Bizanta i pljačkaju ih. Već 1064. godine zauzima grad Ani u Armeniji, što je propraćeno velikim masakrom lokalnog stanovništva., 1067. godine zauzimaju i Cezareju. Bizantski car Roman IV. Diogen (1068. – 1071.) je pokrenuo nekoliko vojnih kampanja protiv Seldžuka u istočnom dijelu Bizanta. Oni su se završili bez veće vojne pobjede, jer su Seldžučki odredi izbejgavali izrsvnu borbu. No, 1070. godine uspio je sklopiti mirovni ugovor s Arslanom i zaustaviti pljačkaške upade. 
Koristeći se mirom s Bizantom, Arslan je 1071. godine s vojskom krenuo u napad na Alepu. Tijekom pohoda saznao je da se Roman na čelu velike vojske uputio ka Mancikertu, koji je ubrzo zauzeo. Seldžučki sultan je nakon toga obustavio dalje napredovanje i brzo se uputio ka centralnoj Anadoliji i jezeru Van. U njegovoj blizini, došlo je do bitke između Seldžuka i bizantske vojske. Arslanove snage supobijedile i zarobile Romana.
Samu bitku je presudio veći broj čimbenika. Od diobe biznatske vojske na dva dijela neposredno pred bitku, preko prelaska dijela plaćenika Uza na Seldžučku stranu tijekom same bitke, do izdaje jednog bizantskog zapovjednika. Andronik Duka, koji je bio Romanov politički protivnik, zapovjedao je rezervnom postrojbom i u ključnom trenutku je odbio je zaštititi pozadinu bizantskom središnjem odredu i povukao se iz bitke, šireći dezinformacije da je sam Roman poginuo. Brzi seldžučki konjanici su nakon toga s lakoćom opkolili bizantsku postrojbu i uništili njegovo desno krilo, dok su dijelovi lijevog uspjeli probiti se iz obruča. Dodatni čimbenik u samoj bitci, bila je i seldžučka taktika izbjegavanja direktnog sukoba s teško oklopljenim pješaštvom i konjicom Bizantinaca. Umjesto toga, brzi seldžučki konjanici su stalno napadali Bizantince i uzmicali pred njima, pokušavajući poremetiti njihovu disciplinu i razjediniti im redove.
Arslan je nakon bitke Romana primio s odgovarajućim počastima i sklopio mir s njim. Međutim, zbog poraza kod Mancikerta, u Carigradu je došlo do prevrata i nove borbe oko vlasti u kojoj je Roman poražen i praktično ubijen, jer je od posljedica osljepljivanja (29. lipnja 1072.) vrlo brzo umro (4. kolovoza 1072.). Sam Arslan je nakon Romanove smrti nastavio poštovati mir koji je s njim sklopio, ali se zato lokalni emiri nisu osjećali obaveznima poštovati odredbe mira i počeli su s upadima u Bizant.
Sam Arlsan je 15. prosinca iste godine umro u Horezmu, a naslijedio ga je sin Malik-šah I. (1072. – 1092.).